# ヴァルマドレーラ
ヴァルマドレーラ（伊: Valmadrera）は、イタリア共和国ロンバルディア州レッコ県にある、人口約11,000人の基礎自治体（コムーネ）。

## 地理

### 位置・広がり
レッコ県中部のコムーネ。アンノーネ湖とレッコ湖に挟まれて位置する。県都レッコから西南西へ3km、州都ミラノから北北東へ45kmの距離にある。

#### 隣接コムーネ
隣接するコムーネは以下の通り。括弧内のCOはコモ県所属を示す。
- カンツォ (CO)
- チヴァーテ
- ガルビアーテ
- レッコ
- マルグラーテ
- マンデッロ・デル・ラーリオ
- ヴァルブローナ (CO)

### 気候分類・地震分類
気候分類では、zona E, 2402 GGに分類される。
また、イタリアの地震リスク階級 (it) では、zona 3 (sismicità bassa) に分類される。

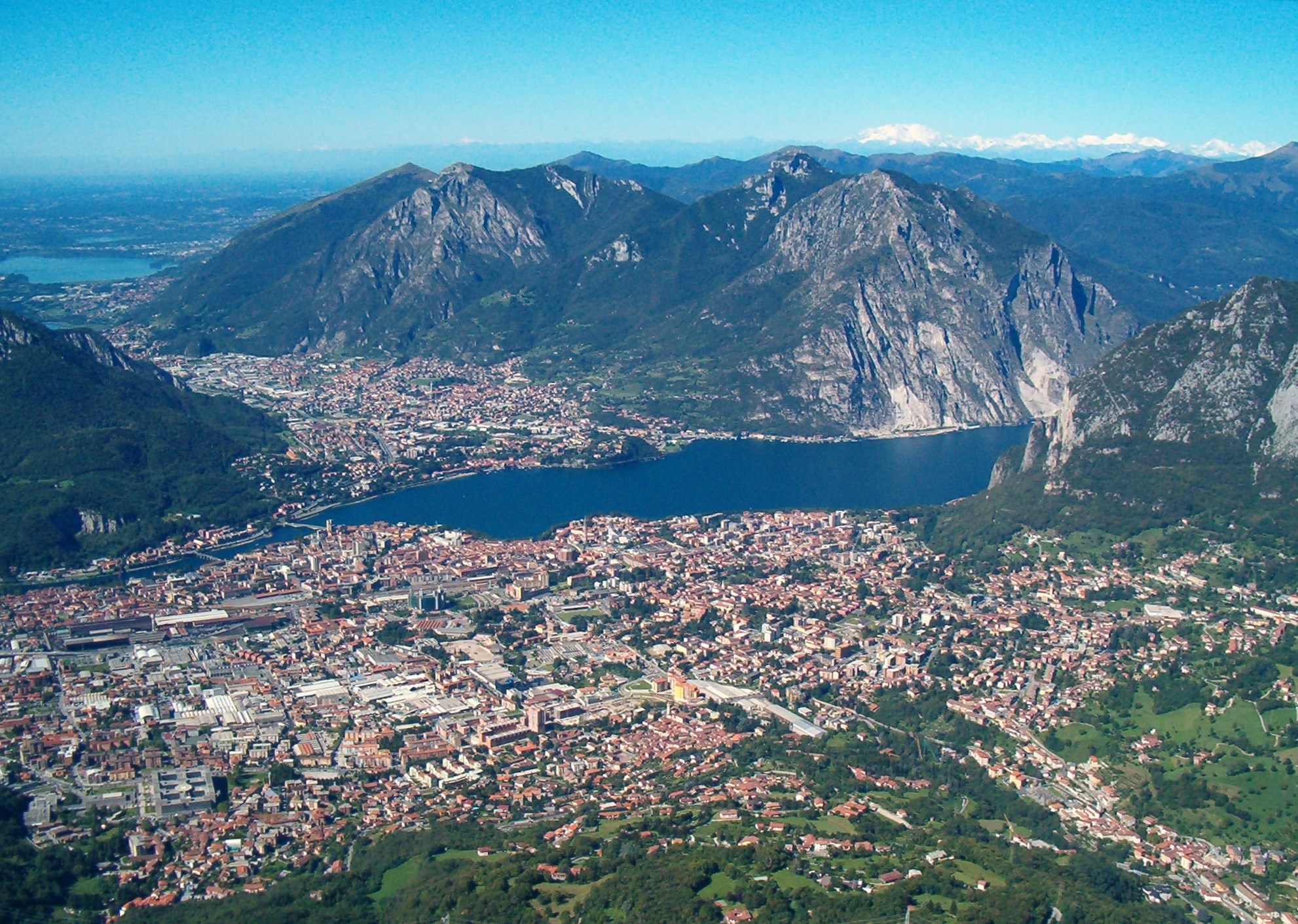
レッコ市東方からの眺め。レッコ湖（中央）を隔てて左奥にヴァルマドレーラ市街、プジアーノ湖（イタリア語版）。

## 行政

### 分離集落
ヴァルマドレーラには、以下の分離集落（フラツィオーネ）がある。
- Caserta, Rocca di San Dionigi, Parè, Belvedere, Concordia, Trebbia, Ceppo, Molinetto

### 山岳部共同体
レッコ県とベルガモ県にまたがる広域自治体「ラーリオ・オリエターレ＝ヴァッレ・サン・マルティノ山岳部共同体」  (it:Comunità montana Lario Orientale - Valle San Martino)  （事務所所在地: レッコ県ガルビアーテ）に属するコムーネである。

## 姉妹都市
- シャトーヌフ＝レ＝マルティーグ（フランス語版）、フランス 2000年
- ヴァイセンホルン（ドイツ語版）、ドイツ 2017年